# Chiropsoides quadrigatus
Chiropsoides quadrigatus (urspr. Kombination Chiropsalmus quadrigatus) ist eine Art der Würfelquallen und gehört zur Familie der Chirodropidae. Es handelt sich allerdings um ein problematisches Taxon, da der Holotyp ein stark beschädigtes juveniles Exemplar ist. Einige spätere Beschreibungen, die auf diese Art bezogen wurden, stimmen nicht mit dem Holotypus überein, sodass in der Literatur und auch auf Websites mehrere unterschiedliche Arten als Chiropsalmus quadrigatus beschrieben und abgebildet sind.

## Merkmale (Holotyp) und Geographisches Vorkommen
Am 18. November 1863 fing William Thallitzer eine Meduse rund zehn Meilen vor Rangoon, Myanmar (früher Burma) und brachte sie in das Zoologische Museum der Universität von Kopenhagen. 1880 beschrieb Ernst Haeckel das in Spiritus konservierte Exemplar als neue Art Chiropsalmus quadrigatus. Er fertigte leider keine Abbildung an. Der Holotyp befindet sich noch im Zoologischen Museum der Universität von Kopenhagen und wurde bereits mehrfach untersucht.
Der in Spiritus konservierte Holotyp ist juvenil und zudem in einem schlechten Zustand. Der Schirm der Meduse ist annähernd würfelförmig, knapp 52 mm hoch und hat einen Durchmesser von knapp 30 mm (50 mm hoch, 45 mm breit). Die Werte sind allerdings nicht sehr zuverlässig, da das Exemplar etwas geschrumpft ist. Auf der abgeflachten Exumbrella ist keine umlaufende aborale Furche ausgebildet. In den interradialen Bereichen der Exumbrella sind deutliche, dreiseitige Pfeilerstrukturen entwickelt. Nematocysten fehlen auf der Oberfläche der Exumbrella. Interradial setzen an den Ecken des würfelförmigen Schirmes vier Pedalien an, aus denen distal und unilateral (nur auf einer Seite) drei bis vier fingerförmige Fortsätze und (an den Spitzen der Finger ansetzende) Tentakel entspringen. Der distale Finger ist der längste, der proximale Finger der kürzeste. Die Tentakel sind dünn (Haeckel nahm 16 Tentakel an), etwas abgeflacht-bandförmig und an der Basis leicht verbreitert. Der Pedalienkanal ist über die gesamte Länge flach mit einer aufwärts zeigenden, dornförmigen Struktur in der Biegung der Pedalien (an der Basis) und mit einer kleinen Ausbeulung am proximalen Ende des längsten Pedalienkanales.
Die Rhopalien sitzen in flachen Gruben; sind kuppelförmig und leicht erhaben. Das Ostium ist an der Unterseite flach und an der Spitze w-förmig. Das Tier weist entweder keine Gastraltaschen auf oder sie hatten sich noch nicht ausgebildet. Eine kleine gelatinöse Kuppe in der perradialen Abschnitten ist jeweils vorhanden. Die Gonaden fehlen (und sind noch nicht entwickelt).

## Unterschiede
Chiropsoides buitendijki von Java unterscheidet sich von Chiropsoides quadrigatus von Myanmar dadurch, dass der Hauptkanal der Pedialienkanäle eine Reihe von kleinen Ausbeulungen zwischen den Verzweigungen hat, bei Chiropsoides quadrigatus sitzen die Ausbeulungen an den Verzweigungen. Erstere Art hat fünf bis neun fingerartige Fortsätze an den Pedalien, bei Chiropsoides quadrigatus sind es drei bis vier. Allerdings ist zu beachten, dass der Holotyp von Chiropsoides quadrigatus ein juveniles Exemplar ist.

## Taxonomie
Aufgrund dieses einzigen, nicht ausgewachsenen Exemplars, das zudem in schlechtem Zustand ist, sowie fehlender Bilder bzw. Abbildungen, fiel es bzw. fällt es Forschern nach wie vor schwer, diese Art mit Gewissheit zu bestimmen. Diese Unsicherheit führte dazu, dass einige im Indopazifik vorkommende Formen (fälschlicherweise) zu der Art Chiropsalmus quadrigatus gezählt wurden.
Alfred Mayer (1910) hat die Art nach Ernst Haeckel als Erster wieder beschrieben, basierend auf Beobachtungen an adulten und juvenilen Medusen aus den Philippinen. Diese Beschreibung wurde von den meisten Autoren als erweiterte Beschreibung der Art akzeptiert. Die philippinischen Funde und der von Myanmar stammende Holotyp sind jedoch nicht konspezifisch, d. h. sie gehören nicht zur selben Art.
Eine weitere Beschreibung von Chiropsalmus quadrigatus lieferte Gustav Stiasny im Jahr 1937 basierend auf einer Meduse aus dem Westindischen Ozean. Auch hier ist das beschriebene Exemplar nicht identisch mit Haeckel’s Holotyp, und auch nicht mit dem Taxon, das Alfred Mayer beschrieben hatte. Gershwin bestimmte dieses Exemplar als Chironex sp.
Auch die Beschreibung von Chiropsalmus quadrigatus, die Paul Lassenius Kramp in seinem Werk Synopsis of the Medusae of the World publizierte, trifft nicht auf den Holotyp und damit diese Art zu.
Jack Barnes (1965 und 1966) beobachtete, dass zwei verschiedene Chiropsalmus-Arten sympatrisch in den Gewässern bei North Queensland vorkommen. Eine dieser Arten identifizierte er als Chiropsalmus quadrigatus. Allerdings wurde diese Identifizierung von Lisa-Ann Gershwin abgelehnt. Die als Chiropsalmus quadrigatus identifizierte Form wurde von ihr als neue Art Chiropsella bronzie beschrieben.
Chiropsalmus quadrigatus wurde von Lisa-Ann Gershwin in die Gattung Chiropsoides transferiert, da Chiropsalmus buitendijki Horst, 1907 aus den Gewässern vor Java (Indonesien), und Chiropsalmus quadrigatus Haeckel, 1880 von der Küste Myanmars wahrscheinlich congenerisch sind, d. h. zur selben Gattung gehören. Beide Arten haben die typischen unilateral verzweigenden Pedalien, eine ähnliche Anordnung der Gastraltaschen, der Pedalienkanäle und ähnliche abgeflachte Tentakel. Chiropsalmus buitendijki Horst, 1907 ist die Typusart der Gattung Chiropsoides Southcott, 1956. Bisher wurden nur diese beiden Arten zur Gattung Chiropsoides Southcott, 1956 gestellt.
Im World Register of Marine Species (basierend auf der World List of Cubozoa von Allen G. Collins, Stand 2025) wird der Artname als Nomen dubium behandelt.

## Belege